# یوهان شوستراند
یوهان شوستراند (انگلیسی: Johan Sjöstrand؛ زادهٔ ۲۶ فوریهٔ ۱۹۸۷) بازیکن هندبال اهل سوئد است.
از باشگاه‌هایی که در آن بازی کرده‌است می‌توان به باشگاه هندبال بارسلونا اشاره کرد.